# ورزشگاه شهید مهدوی
ورزشگاه شهید مهدوی یک ورزشگاه چندمنظوره در بوشهر، ایران است.
این مجموعه ورزشی ۱۸ هکتاری با زیربنای استادیوم به مساحت ۳۶ هزار مترمربع، دارای زمین چمن استاندارد طبیعی، پیست تارتان ۸ خطه، دکل‌های روشنایی ۱۲۰۰ لوکس و اسکوربردی به مساحت ۴۰ مترمربع است. از دیگر امکانات ورزشگاه ۱۵ هزارنفری بوشهر می‌توان به سونای خشک، اتاق بدنسازی، ساختمان اداری، پارکینگ و همچنین فضاهای مخصوص تماشاگران و مهمانان ویژه است. برای ساخت این ورزشگاه ۴۸ میلیارد تومان هزینه شده‌است.